# François (schip, 1869)
De François was een driemaster van ruim 111 ton. 
Het schip werd in 1869 door Meursing & Huygens op de werf Concordia in Amsterdam gebouwd en kreeg eerst de naam Maibit. Het was het zesde schip dat Rutgers Hissink in de vaart had. De eerste reis had als bestemming Batavia en Soerabaja en deed daar 88 dagen over. Cargadoor was Schout & Co. Het schip was ook voor passagiers ingericht en had een dokter aan boord.
Rutgers Hissink verkocht het schip in 1886 aan G. v.d. Gevel uit Rotterdam, die het schip de François noemde. Drie jaar later verkocht deze het schip in Singapore voor $ 5.750 naar Nederlands Oost-Indië. 
Kapitein Gerard Volkersz overleed in 1886 door ziekte aan boord van de François, die op de terugweg naar Nederland was. Hij werd in Simonstown, Zuid-Afrika begraven. 

## Overzicht
| Periode     | Eigenaar                     | Kapitein                                                                                            |
| ----------- | ---------------------------- | --------------------------------------------------------------------------------------------------- |
| 1869 - 1885 | Rutgers & Hissink, Amsterdam | 1869-18??: Franz Hermann Popken (1818-1883) 1874-1879: Anton Altmann (1838-1882) 1882-1885: L. Bron |
| 1886 - 1889 | G. v.d. Gevel, Rotterdam     | 1886: Gerard Volkersz (1835-1886) 1887-1889: K. Visser                                              |